# Lista zabytków w Żabbar
To jest lista zabytków w miejscowości Żabbar na Malcie, które są umieszczone na liście National Inventory of the Cultural Property of the Maltese Islands.

## Lista
| Nazwa zabytku                                               | Lokalizacja                                     | Współrzędne                                   | Nr na liście NICPMI | Zdjęcie |
| ----------------------------------------------------------- | ----------------------------------------------- | --------------------------------------------- | ------------------- | ------- |
| Brama Hompescha                                             | Triq il-Mina ta’ Hompesch                       | 35°52′19,3″N 14°31′37,6″E/35,872030 14,527104 | 00006               |         |
| Wieża Triq il-Wiesgħa                                       | na wschód od fortu Leonardo                     | 35°52′40,6″N 14°33′51,4″E/35,877958 14,564273 | 1384                |         |
| Xgħajra Entrenchment                                        | od Ricasoli do Żonqor Point                     | 35°52′44,5″N 14°33′46,6″E/35,879037 14,562940 | 1426                |         |
| Nisza Matki Bożej z Dzieciątkiem                            | w przejściu Żabbar Gate                         | 35°52′49,4″N 14°31′45,7″E/35,880378 14,529348 | 2058                |         |
| Nisza Matki Bożej z Dzieciątkiem                            | Sqaq Sidtna tal-Mirakli / 100 Triq il-Kbira     | 35°52′38,9″N 14°31′59,0″E/35,877485 14,533069 | 2059                |         |
| Nisza Matki Bożej z Góry Karmel                             | 12 Triq L-Immakulata Kunċizzjoni                | 35°52′35,4″N 14°32′01,7″E/35,876498 14,533813 | 2060                |         |
| Nisza Matki Bożej Łaskawej                                  | 23 Triq L-Immakulata Kunċizzjoni                | 35°52′35,0″N 14°32′01,6″E/35,876381 14,533774 | 2061                |         |
| Nisza Matki Bożej z Góry Karmel                             | Sqaq San Vincenz                                | 35°52′35,9″N 14°32′04,9″E/35,876642 14,534690 | 2062                |         |
| Nisza Matki Bożej Łaskawej                                  | 190 Triq il-Kbira / Sqaq il-Wied                | 35°52′34,6″N 14°32′04,9″E/35,876280 14,534681 | 2063                |         |
| Statua Matki Bożej Łaskawej                                 | 38 Triq is-Santwarju / 38 Triq il-Kbira         | 35°52′31,7″N 14°32′08,2″E/35,875472 14,535623 | 2064                |         |
| Nisza św. Franciszka                                        | Triq il-Kbira / Triq San Duminku                | 35°52′31,0″N 14°32′10,3″E/35,875264 14,536182 | 2065                |         |
| Nisza Matki Bożej Łaskawej                                  | 12/13 Triq il-Kbira                             | 35°52′29,8″N 14°32′11,7″E/35,874957 14,536573 | 2066                |         |
| Nisza św. Antoniego                                         | 1 Triqil-Kbira / Misraħ is-Sliem                | 35°52′29,1″N 14°32′13,1″E/35,874745 14,536969 | 2067                |         |
| Nisza św. Pawła                                             | 6 Misraħ is-Sliem / Sqaq San Pawl               | 35°52′28,8″N 14°32′15,7″E/35,874674 14,537693 | 2068                |         |
| Nisza św. Józefa                                            | Misraħ San Ġakbu / Sqaq                         | 35°52′29,9″N 14°32′15,8″E/35,874963 14,537723 | 2069                |         |
| Statua Niepokalanego Poczęcia                               | Misraħ San Ġakbu                                | 35°52′30,2″N 14°32′17,7″E/35,875047 14,538247 | 2070                |         |
| Nisza Matki Bożej Łaskawej                                  | Misraħ San Ġakbu / Triq ix-Xgħajra              | 35°52′31,6″N 14°32′18,7″E/35,875447 14,538537 | 2071                |         |
| Nisza Krzyża Chrystusa                                      | 30 Triq Santa Marija                            | 35°52′24,7″N 14°32′19,2″E/35,873539 14,538655 | 2072                |         |
| Kościół Santa Marija ta’ l-indirizz                         | Triq Santa Marija                               | 35°52′26,0″N 14°32′19,9″E/35,873876 14,538849 | 2073                |         |
| Nisza Matki Bożej Łaskawej                                  | 38 Triq Santa Marija                            | 35°52′23,5″N 14°32′20,1″E/35,873196 14,538911 | 2074                |         |
| Nisza Matki Boskiej Bolesnej                                | 54 Triq Bajada / 58 Triq G. Agius Muscat        | 35°52′25,8″N 14°32′08,9″E/35,873838 14,535806 | 2075                |         |
| Kościół Zwiastowania Pańskiego                              | Triq il-Kbira                                   | 35°52′32,6″N 14°32′07,9″E/35,875729 14,535527 | 2076                |         |
| Kościół parafialny pw. Matki Bożej Łaskawej                 | Triq is-Santwarju                               | 35°52′29,4″N 14°32′02,9″E/35,874829 14,534129 | 2077                |         |
| Nisza św. Józefa                                            | Triq is-Santwarju / 120 Triq G. Agius Muscat    | 35°52′30,1″N 14°32′05,3″E/35,875036 14,534806 | 2078                |         |
| Nisza św. Pawła                                             | Triq is-Santwarju (przed kościołem)             | 35°52′30,1″N 14°32′04,5″E/35,875039 14,534574 | 2079                |         |
| Nisza św. Piotra                                            | Triq is-Santwarju (przed kościołem)             | 35°52′29,9″N 14°32′04,6″E/35,874982 14,534598 | 2080                |         |
| Nisza papieża Aleksandra VII                                | Misraħ tal-Madonna Medjatriċi                   | 35°52′29,8″N 14°32′01,3″E/35,874940 14,533698 | 2081                |         |
| Nisza Matki Bożej z Dzieciątkiem                            | 76 Triq G. Agius Muscat / Triq il-Baruni        | 35°52′26,9″N 14°32′08,0″E/35,874137 14,535549 | 2082                |         |
| Nisza Matki Bożej z Dzieciątkiem                            | 78 Triq G. Agius Muscat                         | 35°52′27,0″N 14°32′07,9″E/35,874171 14,535516 | 2083                |         |
| Nisza Madonna tal-Armata (Matki Bożej Zastępów Niebieskich) | 94 Triq Bajada                                  | 35°52′24,8″N 14°32′04,5″E/35,873553 14,534586 | 2084                |         |
| Nisza św. Józefa                                            | 101 Triq Bajada                                 | 35°52′24,2″N 14°32′03,2″E/35,873399 14,534226 | 2085                |         |
| Nisza św. Józefa                                            | Triq Sant’Antnin / Triq San Ġużepp              | 35°52′17,8″N 14°32′15,2″E/35,871606 14,537557 | 2086                |         |
| Nisza Matki Bożej Łaskawej                                  | 209 Triq Santa Duminka / Triq il-Biċċieni       | 35°52′44,5″N 14°32′02,5″E/35,879040 14,534041 | 2087                |         |
| Nisza św. Józefa                                            | Triq il-Biċċieni / Sqaq Nru. 7                  | 35°52′41,8″N 14°32′02,1″E/35,878282 14,533907 | 2088                |         |
| Nisza Matki Boskiej Bolesnej                                | Triq il-Biċċieni / Sqaq Nru. 7                  | 35°52′41,9″N 14°32′02,1″E/35,878311 14,533922 | 2089                |         |
| Nisza Matki Boskiej Bolesnej                                | Triq il-Biċċieni                                | 35°52′40,6″N 14°32′01,8″E/35,877955 14,533823 | 2090                |         |
| Nisza Chrystusa Zbawiciela                                  | 126 Triq is-Santwarju                           | 35°52′34,7″N 14°32′14,4″E/35,876310 14,537333 | 2091                |         |
| Nisza św. Józefa                                            | 21 Triq San Duminku / Triq il-Grazzji           | 35°52′33,9″N 14°32′12,9″E/35,876074 14,536914 | 2092                |         |
| Nisza Krzyża Chrystusa                                      | Triq Wied il-Għajn / Sqaq tal-Għargħar          | 35°52′20,2″N 14°33′10,3″E/35,872279 14,552848 | 2093                |         |
| Nisza Matki Bożej Łaskawej                                  | 53 Triq Strickland / 110 Triq Feliċe            | 35°52′36,1″N 14°32′21,2″E/35,876681 14,539210 | 2094                |         |
| Nisza św. Mikołaja z Bari                                   | Misraħ San Nikola (naprzeciw Triq is-Santwarju) | 35°52′41,0″N 14°32′27,2″E/35,878069 14,540899 | 2095                |         |
| Nisza św. Rity                                              | "St. Ritta Housse", 280 Triq is-Santwarju       | 35°52′40,5″N 14°32′26,1″E/35,877919 14,540575 | 2096                |         |
| Nisza Najświętszego Serca Jezusa                            | "Begonja", 161 Triq il-Kunvent                  | 35°52′43,6″N 14°32′25,3″E/35,878764 14,540370 | 2097                |         |
| Nisza Matki Bożej z Góry Karmel                             | 69 Triq il-Karmnu / Triq Lija                   | 35°52′44,6″N 14°32′18,1″E/35,879042 14,538350 | 2098                |         |
| Nisza Najświętszego Serca Jezusa                            | "Casa Cuore di Gesu", 103 Triq il-Qalb Imqaddsa | 35°52′41,8″N 14°32′24,0″E/35,878282 14,540007 | 2099                |         |
| Nisza Matki Bożej z Lourdes                                 | 408 Triq ix-Xgħajra                             | 35°52′59,5″N 14°32′30,7″E/35,883182 14,541858 | 2100                |         |
| Kościół św. Jakuba Apostoła                                 | Triq il-Knisja / Triq Sant’Elija, Xgħajra       | 35°53′10,2″N 14°32′46,3″E/35,886168 14,546194 | 2101                |         |
| Kaplica św. Mikołaja                                        | boczna droga od Triq il-Blajjiet, Marsaskala    | 35°52′25,2″N 14°33′42,8″E/35,873667 14,561895 | 2102                |         |
| Kościół Świętego Krzyża                                     | 91 Triq Alessio Erardi                          | 35°52′51,9″N 14°32′23,3″E/35,881072 14,539804 | 2103                |         |
| Kaplica Matki Bożej „tal-Plier”                             | Triq Latmija                                    | 35°52′15,9″N 14°32′30,1″E/35,871081 14,541689 | 2104                |         |
| Kaplice św. Dominiki i św. Andrzeja                         | Triq Alessio Erardi                             | 35°52′50,8″N 14°32′20,6″E/35,880780 14,539061 | 2105                |         |